# Masaki Miyasaka
Masaki Miyasaka (japanisch 宮阪 政樹 Miyasaka Masaki; * 15. Juli 1989 in Nerima) ist ein japanischer Fußballspieler.

## Karriere
Miyasaka erlernte das Fußballspielen in der Jugendmannschaft vom FC Tokyo und der Universitätsmannschaft der Meiji-Universität. Seinen ersten Vertrag unterschrieb er 2012 bei Montedio Yamagata. Der Verein spielte in der zweithöchsten Liga des Landes, der J2 League. 2014 erreichte er das Finale des Kaiserpokal. Am Ende der Saison 2014 stieg der Verein in die J1 League auf. Für den Verein absolvierte er 123 Ligaspiele. 2016 wechselte er zum Zweitligisten Matsumoto Yamaga FC. Für den Verein absolvierte er 59 Ligaspiele. 2018 wurde er an den Ligakonkurrenten Ōita Trinita ausgeliehen. Für den Verein absolvierte er 21 Ligaspiele. 2019 kehrte er zum Erstligisten Matsumoto Yamaga FC zurück. Für Yamaga absolvierte er 19 Erstligaspiele. 2020 wechselte er zum Zweitligisten Thespakusatsu Gunma. Nach einem Jahr unterschrieb er im Januar 2021 einen Vertrag beim ebenfalls in der dritten Liga spielenden AC Nagano Parceiro in Nagano.

## Erfolge
Montedio Yamagata
- Japanischer Pokalfinalist: 2014